# Джо Розенталь
Джо Розенталь (англ. Joe Rosenthal); (9 жовтня 1911 — 20 серпня  2006) — американський фотограф, який отримав Пулітцерівську премію за свою знамениту фотографію американських солдатів, які піднімають прапор на горі Сурібаті під час битви за Іодзіму у Другій світовій війні.

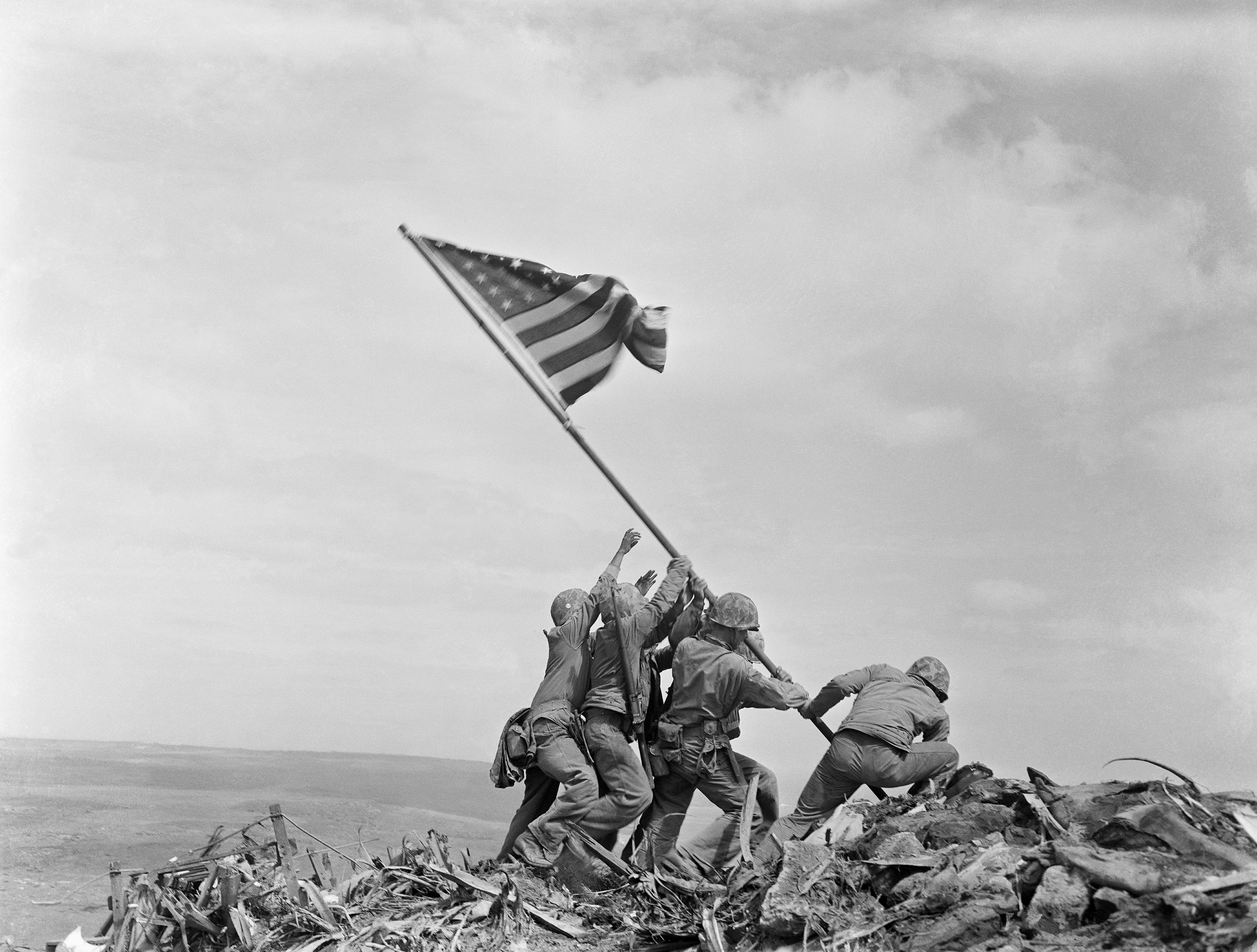
«Підняття прапора на Іодзіма» — найвідоміша робота Джо Розенталя

Народився в родині єврейських іммігрантів з Росії. У юному віці перейшов в католицизм.
Після того, як Розенталь не був прийнятий в армію через поганий зір, він приєднався до Associated Press і пішов за морською піхотою на тихоокеанський театр військових дій. Його фотографія п'яти морських піхотинців (один з них українець Михайло Стренк) і армійського санітара, що піднімають прапор на горі Сурібаті вважається одним з найвідоміших зображень Другої світової війни.
Після війни Розенталь працював фотографом в «San Francisco Chronicle».

## Цікаво
У 2006 році Клінт Іствуд зняв фільм «Прапори наших батьків», в якому розповідається історія створення даної фотографії.